# Titanio argentiplaga
Titanio argentiplaga là một loài bướm đêm trong họ Crambidae.